# Alfred Abel
Alfred Abel (Leipzig, 12 de março de 1879 – Berlim, 12 de dezembro de 1937) foi um diretor, produtor e ator alemão da era do cinema mudo. Ele atuou em mais de 140 filmes mudos e sonoros entre 1913 e 1938. Seu desempenho mais conhecido foi como Joh Fredersen no filme de Fritz Lang, Metrópolis (1927).